# Crystal Dunn
Pour les articles homonymes, voir Dunn.
Crystal Dunn est une footballeuse internationale américaine née le 3 juillet 1992 à New Hyde Park. Elle évolue au poste de défenseure au Paris Saint-Germain.

## Biographie

### En club
Elle a signé le 3 janvier 2017 un contrat de un an avec Chelsea.
Crystal Dunn est recruté par le Paris Saint-Germain le 31 janvier 2025.

### En équipe nationale
Crystal Dunn participe avec l'équipe des États-Unis des moins de 17 ans (en) à la Coupe du monde des moins de 17 ans 2008. Lors du mondial organisé en Nouvelle-Zélande, elle joue cinq matchs. Les joueuses américaines atteignent la finale de la compétition, en étant battues par la Corée du Nord sur le score de 2 buts à 1.
Crystal Dunn participe ensuite avec l'équipe des États-Unis des moins de 20 ans à la Coupe du monde des moins de 20 ans 2010 organisée en Allemagne, puis à l'édition de 2012 qui se déroule au Japon. Les États-Unis remportent la compétition en 2012, en battant l'Allemagne en finale. Crystal Dunn joue un total de 10 matchs en phase finale de Coupe du monde des moins de 20 ans.
Elle fait partie des dernières joueuses écartées par la sélectionneuse Jill Ellis lors de la Coupe du monde 2015 organisée au Canada, et ne participe donc pas à la victoire finale de ses coéquipières.
Elle se console l'année suivante, en étant retenue par Jill Ellis, dans la liste des 18 joueuses qui participent aux Jeux olympiques d'été de 2016 organisés au Brésil, où les américaines échouent en quart de finale, battues par la Suède aux tirs au but.
Elle remporte la Coupe du monde 2019 en France avec les États-Unis, en tant que titulaire indiscutable (6 matchs sur 7 disputés, en intégralité).
En 2023, elle fait partie des 23 joueuses sélectionnées par Vlatko Andonovski pour participer à la coupe du monde qui a lieu en Australie  et en Nouvelle-Zélande du 20 juillet au 20 août.

## Palmarès

### En club
- Chelsea
  - Vainqueur du Championnat d'Angleterre de football féminin en 2017.

### En sélection nationale
- États-Unis -17 ans (en)
  - Finaliste de la Coupe du monde féminine de football des moins de 17 ans en 2008
- États-Unis -20 ans
  - Vainqueur de la Coupe du monde féminine de football des moins de 20 ans en 2012
- États-Unis
  - Vainqueur de la Coupe du monde féminine de football en 2019
  - Championne olympique en 2024

### Distinctions personnelles
- Vainqueur du Trophée Hermann en 2012, récompensant la meilleure joueuse de soccer universitaire des États-Unis
- Élue meilleure joueuse de la National Women's Soccer League en 2015